# Veldnachtwolfspin
De veldnachtwolfspin (Trochosa ruricola) is een spin die behoort tot de wolfspinnen. De soort komt voor in het Holarctisch gebied en Bermuda.
Het mannetje wordt 7 tot 9 mm groot, het vrouwtje wordt 9 mm. De spin leeft vooral in mos en onder stenen.